# Коваленко Олена Олександрівна
Коваленко Олена Олександрівна — українська науковиця, фахівець у галузі трудового права, доктор юридичних наук, професор, завідувач кафедри цивільно-правових дисциплін і трудового права імені професора О.І. Процевського Харківського національного педагогічного університету імені Г.С. Сковороди.

## З життєпису
Народилася у с. Високий Харківського району Харківської області.
У 2001 році з відзнакою закінчила юридичний факультет Харківського державного педагогічного університету імені Г.С. Сковороди за спеціальністю «Правознавство» та здобула кваліфікацію юрист, викладач правових дисциплін. Нагороджена пам’ятною медаллю імені Г.С. Сковороди Харківського державного педагогічного університету ім. Г.С. Сковороди за успіхи у навчанні.
Освітня та трудова діяльність пов’язана з Харківським національним педагогічним університетом імені Г.С. Сковороди, де пройшла шлях від студентки до завідувача кафедри. 
Науково-педагогічну діяльність розпочала у 2001 р. на посаді викладача-стажиста кафедри цивільно-правових дисциплін Харківського державного педагогічного університету ім. Г.С. У жовтні 2001 р. вступила на денну форму навчання до аспірантури Харківського державного педагогічного університету ім. Г.С. Сковороди, після закінчення якої у жовтні 2004 р. повернулась працювати викладачем кафедри цивільного та трудового права Харківського національного педагогічного університету ім. Г.С. Сковороди. З січня 2007 р. працювала доцентом кафедри цивільного та трудового права Харківського національного педагогічного університету ім. Г.С. Сковороди, з червня — 2016р. професором кафедри цивільно-правових дисциплін, господарського та трудового права Харківського національного педагогічного університету ім. Г.С. Сковороди. З вересня 2021 р. завідує кафедрою цивільно-правових дисциплін і трудового права імені професора О.І. Процевського Харківського національного педагогічного університету ім. Г.С. Сковороди.
У 2006 р. захистила дисертацію на здобуття наукового ступеня кандидата юридичних наук за спеціальністю 12.00.05 трудове право; право соціального забезпечення за темою «Особливості правового регулювання праці молоді».  Рішенням Атестаційної колегії МОН у 2008р. присвоєно вчене звання доцента за кафедрою цивільно-правових дисциплін та трудового права. 
Без відриву від виробництва написала та захистила у 2015 р. дисертацію на здобуття наукового ступеня доктора юридичних наук за спеціальністю 12.00.05 трудове право; право соціального забезпечення за темою «Правові проблеми свободи волі сторін при укладанні, зміні та припиненні трудового договору» (диплом видано на підставі рішення Атестаційної колегії МОН у 2016 р.). 16 грудня 2019 р. присвоєно вчене звання професора.
З 2020 р. по теперішній час є головним редактором збірнику наукових праць Харківського національного педагогічного університету імені Г.С. Сковороди «Право»  категорії Б наукових фахових видань України.
З 2021 р. є гарантом ОНП Право спеціальності Право третього (освітньо-наукового рівня) вищої освіти Харківського національного педагогічного університету імені Г.С. Сковороди.
Під науковим керівництвом О.О. Коваленко було успішно захищено дві дисертації на здобуття наукового ступеня кандидата юридичних наук, зокрема Танасевич Оленою Віталіївною, головою Вищого антикорупційного суду.
О.О. Коваленко є автором більше 260 наукових робіт, з них: 1 монографія, десять навчально-методичних праць, 120 наукових статей (з них три, що індексуються і науково-метричних базах Scopus, 1 – WoS), більше 120 тез доповідей науково-практичних міжнародних та всеукраїнських конференцій, семінарів, круглих столів.
За багаторічну сумлінну працю і високий професіоналізм, вагомий внесок у розвиток освіти і науки м. Харкова розпорядженням Харківського міського голови І.Терехова від 15.11.2022 №1020/2к нагороджена Подякою, у 2023 р. - за вагомий особистий внесок у розвиток сфери освіти і науки України - Подякою Міністерства і освіти України. 